# Laziše
Laziše este o localitate din comuna Laško, Slovenia, cu o populație de 78 de locuitori.